# Галлямова, Альфия Габдульнуровна
Альфия́ Габдульну́ровна Галля́мова (тат. Әлфия Габделнур кызы Галләмова, урожд. Шамсутди́нова (тат. Шәмсетдинова); род. 9 ноября 1955, Дятьково, Дятьковский район, Брянская область, РСФСР, СССР) — советский и российский историк. Доктор исторических наук (2011). Заслуженный деятель науки Республики Татарстан (2018).

## Биография
Альфия Габдульнуровна Галлямова родилась 9 ноября 1955 года в городе Дятьково Брянской области. Из рабочей семьи, девичья фамилия — Шамсутдинова. Окончив дятьковскую среднюю школу, в 1973 году приехала в Казань и поступила на историко-филологический факультет Казанского государственного университета имени В. И. Ульянова-Ленина, который окончила в 1978 году, после чего некоторое время преподавала историю в казанской школе рабочей молодёжи № 17.
В 1979 году перешла в Институт языка, литературы и истории имени Г. Ибрагимова Казанского филиала Академии наук СССР, где в 1981 году окончила аспирантуру, а в дальнейшем работала старшим лаборантом, младшим научным сотрудником, научным сотрудником. В 1990 году получила учёную степень кандидата исторических наук, защитив в Казанском университете диссертацию «Сельское хозяйство Татарской АССР в 70-е — начале 80-х гг.» под научным руководством доктора исторических наук А. М. Залялова. В 1993 году стала старшим научным сотрудником отдела истории, а после реорганизации ИЯЛИ в 1996 году перешла в Институт истории имени Ш. Марджани Академии наук Республики Татарстан, заняв должность старшего научного сотрудника отдела новой и новейшей истории.
Одновременно, по совместительству преподавала в Татарском государственном гуманитарно-педагогическом университете (1997—2000, 2007—2009), получив учёное звание доцента, являлась руководителем Казанского центра творческой группы по подготовке издания «Альметьевской энциклопедии» при нефтегазодобывающем управлении «Альметьевнефть» (2000—2005). С 2001 года также была научным сотрудником Национального музея Республики Татарстан, участвовала в выработке экспозиций об истории государственности татарского народа. В 2011 году получила степень доктора исторических наук, защитив диссертацию на тему «Татарская АССР во второй половине 1940-х — середине 1980-х гг.: трансформационные процессы в социально-экономической и культурно-идеологической сферах». С 2015 года является ведущим научным сотрудником отдела новейшей истории Института истории имени Ш. Марджани. В 2018 году удостоена звания заслуженного деятеля науки Республики Татарстан.

## Научная работа
Специализируется на аграрной истории Татарстана XX века, проблемах социально-экономического, политического и культурного развития Татарской АССР в 1940—1980-х годах, а также в целом на татарстанской истории второй половины XX века. Является автором ряда монографий, нескольких сотен научных работ, более десятка учебных пособий для школ и образовательных учреждений, сборников документов и материалов по истории татарского крестьянства и национальной интеллигенции, краеведению, истории Альметьевского района. Особо критикой выделяется книга «Татарская АССР в период постсталинизма (1945—1985 гг.)», представляющая собой внушительное и наглядное исследование сорока послевоенных лет из жизни республики, закончившихся в итоге трансформацией государства и национальным возрождением татарского народа. Активно участвует в различных востоковедческих конгрессах, международных научных конференциях, симпозиумах по аграрной истории России и стран Восточной Европы, выступает в прессе и на телевидении по историческим вопросам. По словам И. Л. Измайлова, труды Галлямовой являются редким исключением в татарстанской исторической науке благодаря тому, что описывают и объясняют урбанизацию, культуру и образ жизни татарской нации.
Считаю, что всё находится в развитии. Россия тоже живёт своей жизнью, но оценивать, какая сейчас траектория в стране… Мне кажется, она идёт к какому-то собственному спаду и должно что-то родиться. Короче говоря, если так уж не прикрываться и выключить внутреннего цензора, я думаю, что Россия находится в предреволюционной ситуации и в той парадигме, в которой она развивается сейчас, дальнейшее развитие невозможно. При нынешней государственной системе Россия скорее разлагается, но разложение — это тоже вид развития.Альфия Галлямова, 2021 год.

## Награды
- Почётное звание «Заслуженный деятель науки Республики Татарстан[тат.]» (2018 год) — за многолетнюю плодотворную научно-исследовательскую деятельность и значительный вклад в подготовку высококвалифицированных специалистов[14].
- Нагрудный знак министерства образования и науки Республики Татарстан «За заслуги в образовании» (2017 год), почётная грамота министерства образования и науки РТ (2007 год), благодарственное письмо министерства образования РТ (1998 год)[5].